# Воронівка (Сумський район)
Вороні́вка — село в Україні, у Білопільській міській громаді Сумського району Сумської області. Населення становить 556 осіб. До 2020 орган місцевого самоврядування — Воронівська сільська рада.

## Географія
Село Воронівка розташоване на лівому березі річки Вир, вище за течією на відстані 1 км розташоване село Зарічне, нижче за течією на відстані 1 км розташоване село Янченки, на протилежному березі села: Коваленки, Омельченки та Біловишневе.
Через село пролягає автомобільний шлях Т 1906 та залізниця, станція Торохтяний.

## Історія
- Село засноване в кінці XVII ст.
- Село постраждало внаслідок геноциду українського народу, проведеного урядом СРСР 1923—1933 та 1946–1947 роках[джерело?].
- 12 червня 2020 року, відповідно до розпорядження Кабінету Міністрів України № 723-р «Про визначення адміністративних центрів та затвердження територій територіальних громад Сумської області», село увійшло до складу Білопільської міської громади[1].
- 19 липня 2020 року, в результаті адміністративно-територіальної реформи та ліквідації Білопільського району, село увійшло до складу новоутвореного Сумського району[2].
- 31 травня 2025 року Начальник Сумської ОВА Олег Григоров підписав розпорядження про обов’язкову евакуацію жителів 11 населених пунктів Сумського району: Горобівка, Штанівка, Воронівка, Янченки, Цимбалівка, Шкуратівка, Кровне, Миколаївка, Руднівка, Спаське, Капітанівка[3].

## Економіка
- Молочно-товарна ферма.

## Соціальна сфера
- Школа I—II ст.

## Персоналії
Боборєв Микола Миколайович — український військовик, учасник російсько-української війни.